# Карпунин, Геннадий Фёдорович
Генна́дий Фёдорович Карпу́нин (22 марта 1939 — 23 декабря 1998) — российский и советский писатель, прозаик, публицист и поэт. Член Союза писателей СССР (с 1969 года) и член Правления Союза писателей России (с 1994 года). Главный редактор журнала «Сибирские огни» (1987—1997).

## Биография
Родился 22 марта 1939 года в селе Берёзово Маслянинского района Новосибирской области.
С 1957 по 1962 год обучался на радиотехническом факультете Томского политехнического института. С 1962 по 1971 год работал в должностях радиоинженера Новосибирской патентной службы и научным сотрудником Сибирского отделения АН СССР. С 1971 по 1987 год работал в должности редактора отдела прозы и с 1987 по 1997 год — главный редактор литературно-художественного журнала «Сибирские огни».
Член Союза писателей СССР с 1969 года, с 1994 года член Правления Союза писателей России. В 1962 году из под пера Генадия Карпунина вышли первые поэтические произведения опубликованные в томской областной молодёжной газете «Молодой ленинец», входил в число членов Новосибирского литературного объединения возглавляемое поэтом Ильёй Фоняковым. В 1966 году вышел его первый поэтический сборник «Благодарю за эту встречу» изданный в «Западно-Сибирском книжном издательстве». В 1969 году Карпунин являлся участником V Всесоюзного совещания молодых писателей проходившего в Москве, по итогам этого совещания он получил рекомендации для вступления в Союз писателей СССР. В последующем вышли поэтические сборники «Стихотворения» (1969), «Через поле, через реку» (1972), «Стихотворения» (1973), «Луговая суббота, или Вероятные и невероятные приключения Васи Морковкина» (1975). В 1983 году издательством «Современник» выпущен поэтический сборник «Подсолнух». Впоследствии вышли такие книги писателя как: «Жемчуг „Слова“, или Возвращение Игоря» (1983), «Стихотворения и стихотворное прочтение „Слова о полку Игореве“» (1988), «По мысленному древу : Перечитывая „Слово о полку Игореве“» (1989), «Фокус-мокус» (1990). В 2008 году вышли поэтические произведения писателя. Произведения Карпунина издавались в издательствах «Современник» и «Западно-Сибирское книжное издательство», публиковался в литературных журналах «Сибирские огни» и «Вопросы литературы».
В 1995 году издал собственный перевод «Велесовой книги». Был сторонником её подлинности.
Скончался 23 декабря 1998 года в Новосибирске. Похоронен на Заельцовском кладбище (квартал 103).

## Оценка творчества
Известный литературовед Алексей Горшенин так высказался об уходе Карпунина из инженерной патентной службы, где тот имел неплохие перспективы, в литературную деятельность:

Поэтический бес уже попутал дипломированного технаря и всё настырнее толкал его под инженерное ребро…Критики не ошиблись: сегодня уже не остается никаких сомнений в том, что Г. Карпунин пришел в литературу незаурядного дарования поэтом и в русской поэзии занял свое достойное место

## Память
- С 20 марта 2000 года в Новосибирске проводится ежегодный литературный конкурс имени Геннадия Карпунина, основная цель конкурса — выявление одарённых авторов и новых интересных и талантливых произведений, а также налаживание творческих контактов между участниками конкурса и читателями[7].